# Ibrahim Zubairu
Ibrahim Zubairu (Kumasi, 2 giugno 2004) è un calciatore ghanese, attaccante del Partizan.

## Carriera

### Club
Ha iniziato a giocare a calcio in Ghana con la maglia del King Faisal Babies, con cui ha disputato due stagioni di Premier League segnando 14 reti in 47 incontri. Nell'estate del 2022 è stato acquistato dal Jedinstvo Ub dove ha composto un'ottima coppia d'attacco con il connazionale Kwaku Karikari conquistando la prima storica promozione in Superliga del club biancorosso.
Il 28 giugno 2024 è stato acquistato a titolo definitivo dal Partizan, club della prima divisione serba: con i Grobari oltre ad esordire nelle competizioni UEFA per club (gioca infatti una partita nei turni preliminari di Champions League, 2 in quelli di Europa League e 2 in quelli di Conference League) conquista fin da subito un posto da titolare, mantenendolo nel corso della stagione.

### Nazionale
Ha giocato con le nazionali giovanili ghanesi Under-20 e Under-23.

## Statistiche

### Presenze e reti nei club
Statistiche aggiornate al 16 marzo 2025.
| Stagione                  | Squadra                   | Campionato                | Campionato | Campionato | Coppe nazionali | Coppe nazionali | Coppe nazionali | Coppe continentali | Coppe continentali | Coppe continentali | Altre coppe | Altre coppe | Altre coppe | Totale | Totale | Totale |
| Stagione                  | Squadra                   | Comp                      | Pres       | Reti       | Comp            | Pres            | Reti            | Comp               | Pres               | Reti               | Comp        | Pres        | Reti        | Pres   | Reti   |        |
| ------------------------- | ------------------------- | ------------------------- | ---------- | ---------- | --------------- | --------------- | --------------- | ------------------ | ------------------ | ------------------ | ----------- | ----------- | ----------- | ------ | ------ | ------ |
| 2020-2021                 | King Faisal Babies        | PL                        | 24         | 7          | CG              | 0               | 0               | -                  | -                  | -                  | -           | -           | -           | 24     | 7      |        |
| 2021-2022                 | King Faisal Babies        | PL                        | 23         | 7          | CG              | 0               | 0               | -                  | -                  | -                  | -           | -           | -           | 23     | 7      |        |
| Totale King Faisal Babies | Totale King Faisal Babies | Totale King Faisal Babies | 47         | 14         |                 | 0               | 0               |                    | -                  | -                  |             | -           | -           | 47     | 14     |        |
| 2022-2023                 | Jedinstvo Ub              | 1L                        | 24         | 7          | CS              | 0               | 0               | -                  | -                  | -                  | -           | -           | -           | 24     | 7      |        |
| 2023-2024                 | Jedinstvo Ub              | 1L                        | 35         | 13         | CS              | 1               | 0               | -                  | -                  | -                  | -           | -           | -           | 36     | 13     |        |
| Totale Jedinstvo Ub       | Totale Jedinstvo Ub       | Totale Jedinstvo Ub       | 59         | 20         |                 | 1               | 0               |                    | -                  | -                  |             | -           | -           | 60     | 20     |        |
| 2024-2025                 | Partizan                  | SL                        | 25         | 9          | CS              | 1               | 1               | UCL+UEL+UECL       | 1+2                | 0                  | -           | -           | -           | 26     | 10     |        |
| Totale carriera           | Totale carriera           | Totale carriera           | 131        | 43         |                 | 2               | 1               |                    | 5                  | 0                  |             | -           | -           | 138    | 44     |        |